# Place Jean-Baptiste-Darbefeuille
La place Jean-Baptiste-Darbefeuille est une voie de Nantes, en France.

## Situation et accès
Située dans le centre-ville de Nantes, la place Jean-Baptiste-Darbefeuille qui se trouve sur l'extrémité nord-est de la rue de la Verrerie, non loin de la place Eugène-Livet, est bitumée et ouverte à la circulation automobile.

## Origine du nom
Elle est baptisée en mémoire de Jean-Baptiste Augustin Darbefeuille (1756-1831), chirurgien en chef de l'Hôtel-Dieu de Nantes entre 1793 et sa mort, qui témoigna contre le comité révolutionnaire de Nantes et des atrocités commises dans la ville durant la Révolution.

## Historique
Un acte de 1768, mentionne l'existence d'un lieu dénommé « la Grenouillère », désigné sous le nom de « place de la Grenouillère », en 1776. Elle devint « place de la Verrerie » par le rétablissement d’une manufacture de verre dans les environs.
Auparavant baptisée « petite rue de Flandres », la voie a été nommée « place Jean-Baptiste-Darbefeuille », en 1899. 

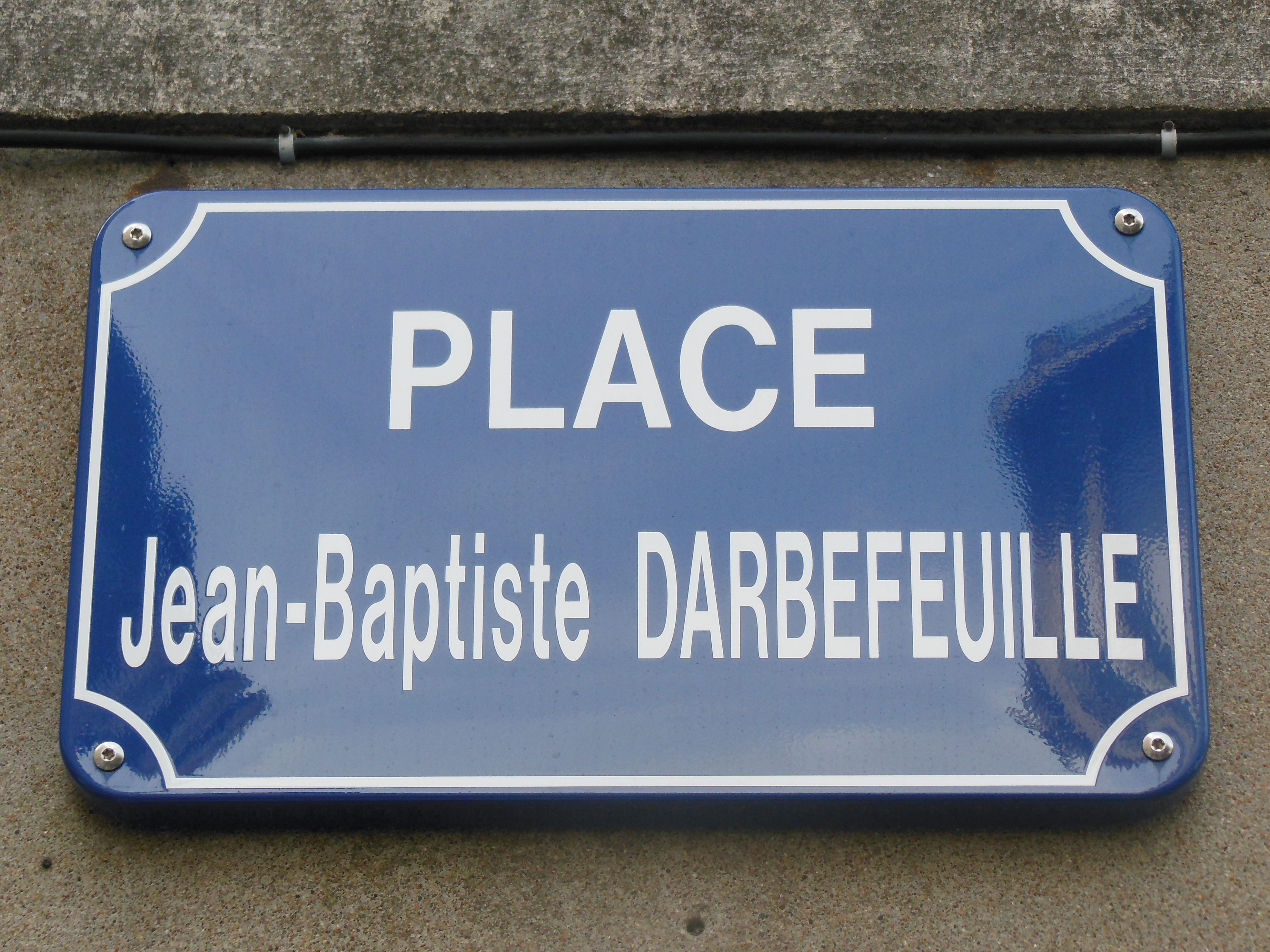
Panneau